# ۱۳ سپتامبر
۱۳ سپتامبر در تقویم گرگوری، دویست و پنجاه و ششمین (در سال‌های کبیسه دویست و پنجاه و هفتمین) روز سال است. ۱۰۹ روز تا پایان سال باقی است.

## رویدادها
- ۵۰۹ (پیش از میلاد) - نیایشگاه ژوپیتر در روم وقف عید سپتامبر شد.
- ۱۵۰۴ - میکلانژ، مجسمه‌ساز برجسته ایتالیائی کار بر روی تندیس داوود را آغاز کرد.
- ۱۹۶۸ - در پی تلاش نیکیتا خروشچف، رهبر اتحاد جماهیر شوروی برای اعمال نفوذ در آلبانی و زدودن سیاست استالینیسم از این کشور، آلبانی رسماً از پیمان ورشو جدا شد.
- ۱۹۷۹ - دولت آپارتاید آفریقای جنوبی استقلال وندا، منطقه ای با مساحت قریب به ۶۸۰۰ کیلومتر مربع در شمال شرقی این کشور را به رسمیت شناخت.
- ۲۰۰۷ - اعلامیه سازمان ملل متحد برای حقوق مردم بومی در جریان ۶۲ مین مجمع عمومی این سازمان در نیویورک با ۱۴۴ رای مثبت و چهار منفی شامل ایالات متحده، کانادا، زلاندنو و استرالیا و ۱۱ رای ممتنع (از جمله روسیه) به تصویب رسید.
- ۲۰۰۸ - در اثر انفجار متوالی پنج بمب در دهلی در هند دست کم سی تن کشته و بیش از ۱۰۰ نفر دیگر زخمی شدند.
- ۲۰۱۳ - در اثر حمله شورشی‌های طالبان به کنسولگری ایالات متحده در هرات در غرب افغانستان همه هفت مهاجم و نه نیروی امنیتی افغان کشته شدند. در این حمله به هیچ‌یک از کارکنان آمریکایی کنسولگری آسیب جدی وارد نشد.
- ۲۰۱۷ - کمیته بین‌المللی المپیک به ترتیب پاریس و لس آنجلس را به عنوان میزبان المپیک‌های ۲۰۲۴ و ۲۰۲۸ انتخاب کرد.

## زادروزها
- ۱۸۹۰ – آنتونی نوگس، بازرگان فرانسوی-مونگاسک، بنیانگذار مسابقات گراند پری موناکو (د. ۱۹۷۸)
- ۱۹۲۷ – سمیره عزام، داستان‌نویس، مترجم و مجری رادیویی فلسطینی.[۱]
- ۱۹۹۳ - نایل هوران خواننده و ترانه سرای ایرلندی
- ۱۹۸۶ – کامویی کوبایاشی، رانندهٔ خودروهای مسابقه‌ای اهل ژاپن

## مرگ‌ها
- ۵۳۱ - قباد یکم نوزدهمین شاهنشاه ایران‌شهر درگذشت.
- ۱۳۲۱ - دانته آلیگیری شاعر، نویسنده و اندیشمند ایتالیایی قرون وسطی، به سن ۵۶ سالگی در تبعید درگذشت.
- ۱۹۹۶ - توپاک شکور رپر نامدار آمریکایی، در سن ۲۵ سالگی به قتل رسید.

## مناسبت‌ها
- روز جهانی برنامه‌نویس، به مناسب ۲۵۶ امین روز سال میلادی در سال‌های غیر کبیسه